# Enriqueta Lucio Lucero
Enriqueta Lucio Lucero (San Luis, 15 de septiembre de 1873 - ibidem, 1947) fue una maestra, directora y escritora argentina.

## Trayectoria
Reconocida por ser pionera en el reclamo de los trabajadores de la educación, encabezó la primera huelga docente en su país el 20 de noviembre de 1881, lo que le valió ser destituida de su cargo.

### Activismo
El 20 de noviembre de 1881, Enriqueta Lucero de Lallemant y ocho docentes de su institución escriben una carta al entonces presidente Julio A. Roca y al superintendente general de Educación Domingo Sarmiento reclamando ocho meses de atraso en sus sueldos y denunciando que en las planillas los sueldos que se registran son más altos que en lo que realidad percibían, y además de la elevación de la misiva, cerraron la escuela. Este hecho, considerado como la primera huelga docente argentina, fue estimado irrespetuoso por las autoridades, quienes resolvieron separar de sus cargos a las trabajadoras.